# Vilmos Galló
Vilmos Galló (ungarisch Galló Vilmos; * 31. Juli 1996 in Budapest) ist ein ungarischer Eishockeyspieler, der seit 2024 erneut bei KooKoo in der finnischen Liiga unter Vertrag steht.

## Karriere
Vilmas Galló ging bereits als Jugendlicher nach Schweden, wo er bis 2017 in Nachwuchsmannschaften in Flemingsberg und Linköping bis hin zur J20 SuperElit spielte. In Linköping spielte er auch bereits in der Svenska Hockeyligan.
Zur Saison 2017/18 wechselte er zum Timrå IK in die zweitklassige HockeyAllsvenskan. Mit dem Klub stieg er 2018 in die Svenska Hockeyligan auf. 2019 zog es ihn nach Finnland zu KooKoo in die Liiga. 2021 wechselte er wieder nach Schweden. Nach einigen Monaten beim Luleå HF kehrte er im November nach Linköping zurück. Seit 2024 spielt er wieder für KooKoo.

### International
Für Ungarn nahm Galló im Juniorenbereich am Turnier der Division I der U18-Junioren-Weltmeisterschaften 2014, als der die meisten Scorerpunkte seiner Mannschaft erreichte, sowie den U20-Junioren-Weltmeisterschaften der Division II 2014, als er als Torschützenkönig und mit der besten Plus/Minus-Bilanz des Turniers auch zum besten Spieler seiner Mannschaft geählt wurde und 2016, als er mit der besten Plus/Minus und als Topscorer auch zum besten Stürmer des Turniers gewählt wurde, und der Division I 2015.
Im Seniorenbereich stand er im Aufgebot seines Landes bei den Weltmeisterschaften Top-Division 2016 und 2023 sowie der Division I 2017, 2018, 2019 und 2024. Zudem vertrat er seine Farben bei den Qualifikationsturnieren für die Olympischen Winterspiele in Pyeongchang 2018 und in Mailand 2026.

## Erfolge und Auszeichnungen
- 2014 Schwedischer U18-Vizemeister mit dem Linköping HC
- 2018 Aufstieg in die Svenska Hockeyligan mit dem Timrå IK
- 2018 Bester ungarischer Stürmer
- 2020 Bester ungarischer Stürmer
- 2023 Bester ungarischer Stürmer

### International
- 2014 Aufstieg in die Division I, Gruppe A, bei der U18-Weltmeisterschaft 2014, der Division I, Gruppe B
- 2014 Topscorer bei der U18-Weltmeisterschaft der Division I, Gruppe B
- 2014 Aufstieg in die Division I, Gruppe B, bei der U20-Weltmeisterschaft der Division II, Gruppe A
- 2014 Torschützenkönig und beste Plus/Minus-Bilanz bei der U20-Weltmeisterschaft 2014 der Division I, Gruppe B
- 2016 Aufstieg in die Division I, Gruppe B, bei der U20-Weltmeisterschaft der Division II, Gruppe A
- 2016 Beste Plus/Minus-Bilanz, Topscorer und bester Stürmer bei der U20-Weltmeisterschaft der Division II, Gruppe A
- 2024 Aufstieg in die Top-Division bei der Weltmeisterschaft der Division I, Gruppe A

## Karrierestatistik
(Legende zur Spielerstatistik: Sp oder GP = absolvierte Spiele; T oder G = erzielte Tore; V oder A = erzielte Assists; Pkt oder Pts = erzielte Scorerpunkte; SM oder PIM = erhaltene Strafminuten; +/− = Plus/Minus-Bilanz; PP = erzielte Überzahltore; SH = erzielte Unterzahltore; GW = erzielte Siegtore; 1 Play-downs/Relegation; Kursiv: Statistik nicht vollständig)